# ثاودوسيوس رومانوس
البطريرك ثاودوسيوس رومانوس (بالسريانية: ܦܛܪܝܪܟܐ ܬܐܘܕܘܣܝܘܣ) كان بطريرك أنطاكية ورئيس الكنيسة السريانية الأرثوذكسية من عام 887 حتى وفاته في عام 896.

## السيرة
وُلِد رومانوس في تكريت في القرن التاسع وأصبح راهبًا في دير القرتمين في طور عابدين. تلقى تعليمه في الطب وأصبح معروفًا بأنه طبيب ماهر. كان لقبه "الروماني" (رومانوس) مشتقًا من معرفته باللغة اليونانية، ولا يدل على أصله. في هذا الوقت، ظل المنصب البطريركي شاغرًا لمدة أربع سنوات بعد وفاة إغناطيوس الثاني في عام 883 بسبب الخلاف بين أساقفة الكنيسة. استجابة لمطالب أتباعهم، اجتمع الأساقفة في أميدا للمناقشة وإجراء انتخابات بالقرعة رُشح فيها اثني عشر اسمًا.
وهكذا اُختير رومانوس ليخلف إغناطيوس الثاني بطريركًا لأنطاكية، وكرسه رئيس أساقفة صمصاد تيموثاوس في أميدا في 5 شباط887 (حسب التقويم السلوقي: 1198)، ، حيث اتخذ اسم ثاودوسيوس. لا توجد تفاصيل معروفة عن فترة ولاية ثيودوسيوس بطريركًا باستثناء أنه قام ببناء بعض المباني في دير قرتمين مع حزقيال، أسقف طور عابدين. خدم بطريركًا لأنطاكية حتى وفاته في 1 حزيران 896 (1207 حسب التقويم السلوقي) في دير قرتمين، حيث دفن. وباعتباره بطريركًا، رسم ثيودوسيوس اثنين وثلاثين أسقفًا، وفقًا لسجلات القديس ميخائيل السرياني، في حين أن ابن العبري في تاريخه الكنسي ينسب إلى ثيودوسيوس رِسَامة ثلاثة وثلاثين أسقفًا.

## الأعمال
قام ثاودوسيوس بترجمة كتاب هيروثيوس وعلَّق عليه بناءً على طلب لعازر أسقف قورش. تكونت تعليقاته من خمسة كتب في ثلاث رسائل، انتهى من أول رسالتين منها في أميدا، بينما انتهى من الثالثة في صمصاد. اُعتبر الكتاب هرطقة ورفضه البطريرك قرياقوس التغريتي باعتباره عمل ستيفن بار سودهيلي في بيان قانوني في مجمع، ولكن يبدو أن ثاودوسيوس قد قبل صحته ولم يذكر ستيفن. وقد لوحظ أن رأي ثاودوسيوس الإيجابي في الكتاب يعكس تقليد التصوف السائد في دير القرتمين، والذي تأثر بأفكار التصوف الإسلامية. وقد استخدم ابن العبري تعليق ثاودوسيوس في وقت لاحق في تعليقه على الكتاب، كما أعاد أبو نصر البرطلي نسخه في عام 1290 في مخطوطة بعنوان الأسرار الخفية لبيت الله، ولكنها احتوت فقط على نصف التعليق (مخطوطة زعفران 213).
تشمل الأعمال الأخرى الباقية: المختصر التركيبي الطبي المنسوب إلى ثاودوسيوس، كما لاحظ ابن العبري، والذي لم يتبق منه سوى جزء صغير (مخطوطة الفاتيكان 192). بالإضافة إلى ذلك، اُحتُفظ برسالة مجمعية إلى البابا ميخائيل الثالث بطريرك الإسكندرية وعظة للصوم الكبير ، وكلاهما باللغة العربية (الموسوعة البريطانية رقم 7206). وكتب أيضًا رسالة للشماس جورج جمع فيها وشرح مائة واثنتي عشرة قاعدة (بالسريانية: melle remzonoyoto d-ḥakime، وتعني: أقوال رمزية للحكماء)، معظمها من مؤلفاتفيثاغوري قام بترجمتها من اليونانية إلى السريانية؛ ولا تزال نسخة من هذه الرسالة بالسريانية والعربية موجودة (مخطوطة باريس 157). وقد نُسبت بعض الشرائع لاحقًا إلى ثاودوسيوس أيضًا.

## الخلافة الأسقفية
وباعتباره بطريركًا، قام ثيودوسيوس برسامة الأساقفة التاليين: 
- أثناسيوس، رئيس أساقفة تكريت
- أيوب، رئيس أساقفة هرات
- ديونيسيوس، رئيس أساقفة أفامية
- سيريل، رئيس أساقفة أنزاربوس
- ديونيسيوس، أسقف تلا
- حزقيال، أسقف ميلتينه
- دانيال، رئيس أساقفة دمشق
- دينا، أسقف قلسورة
- جورج، أسقف سيركيسيم
- غابرييل، رئيس أساقفة طبريا
- ميخائيل، رئيس أساقفة مابوغ
- يعقوب، رئيس أساقفة ساموساطا
- إغناطيوس، رئيس أساقفة أفراح
- حزقيال، أسقف طور عبدين
- سيلفانوس، أسقف أرسين
- باسيل، أسقف أرمينيا
- يوحنا، أسقف إيرينوبوليس
- حبيب، رئيس أساقفة أنزاربوس
- سمعان، أسقف تل بسمة
- حبيب، رئيس أساقفة الرصافة
- يوحنا، أسقف ساروق
- لعازر، رئيس أساقفة طرسوس
- إلياس، أسقف جيسرا
- حبيب، أسقف كيشوم
- باسيل، أسقف زوغما
- متى، أسقف تلا
- توما، أسقف سيركيسيم
- توما، أسقف إيرينوبوليس
- سيفيروس، أسقف دارا
- يعقوب، أسقف نجرانيين
- حبيب، أسقف إيرينوبوليس
- سيرجيوس، أسقف رأس العين

## فهرس
- Barsoum، Ephrem (2003). The Scattered Pearls: A History of Syriac Literature and Sciences. ترجمة: Matti Moosa (ط. 2nd). Gorgias Press. اطلع عليه بتاريخ 2020-07-14.
- Chabot, Jean-Baptiste, ed. (1905). Chronique de Michel le Syrien (بالفرنسية). Paris: Ernest Leroux. Vol. III.
- Mazzola، Marianna، المحرر (2018). Bar 'Ebroyo's Ecclesiastical History : writing Church History in the 13th century Middle East. PSL Research University. مؤرشف من الأصل في 2022-05-20. اطلع عليه بتاريخ 2020-05-31.
- Palmer، Andrew (1990). Monk and Mason on the Tigris Frontier: The Early History of Tur Abdin. Cambridge University Press. اطلع عليه بتاريخ 2020-07-15.
- Van Rompay، Lucas (2011). "Theodosios Romanos the physician". في Sebastian P. Brock؛ Aaron M. Butts؛ George A. Kiraz؛ Lucas Van Rompay (المحررون). Gorgias Encyclopedic Dictionary of the Syriac Heritage: Electronic Edition. Gorgias Press. اطلع عليه بتاريخ 2020-12-31.

| سبقه إغناطيوس الثاني | البطريرك السرياني لأنطاكية 887–896 | تبعه ديونيسيوس الثاني |